# Philaphthona
Philaphthona es un género de insecto coleóptero de la familia Chrysomelidae.

## Especies
Las especies de este género son:
- Philaphthona antennalis Medvedev, 1993
- Philaphthona bicolor Medvedev, 1993
- Philaphthona brachycornis Medvedev, 1993
- Philaphthona cyanipennis Medvedev, 1993
- Philaphthona fulva Medvedev, 1993
- Philaphthona palawana Medvedev, 2001
- Philaphthona pallida Medvedev, 2001
- Philaphthona schawalleri Medvedev, 1993
- Philaphthona tenebrosa Medvedev, 1993